# Бенедикт II
Свети Бенедикт II е римски папа от 684 г. до 685 г. Макар че е избран през 683 г., той е ръкоположен едва на следващата година, когато получава разрешение от император Константин IV Погонат. Той издейства от него и декрет, според който папата трябва да бъде потвърждаван не от византийския император, а от неговия наместник в Италия, екзархът на Равена.
Папа Бенедикт II е канонизиран като светец.